# Fernando Amorsolo

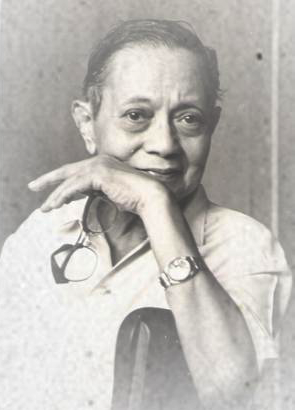
Fernando Amorsolo

Fernando Cueto Amorsolo (Manilla, 30 mei 1892 - aldaar, 24 april 1972) was een Filipijns kunstschilder. Hij schilderde voornamelijk portretten en landschappen en staat bekend om zijn vakmanschap en vakkundig gebruik van licht. Amorsolo wordt gezien als een van de belangrijkste kunstschilders uit de geschiedenis van de Filipijnen en werd in 1972 uitgeroepen tot nationaal kunstenaar van de Filipijnen.

## Biografie
Fernando Amorsolo werd geboren op 30 mei 1892 in de wijk Paco in Manilla als zoon van Pedro Amorsolo, een boekhouder en Bonifacia Cueto.Amorsolo bracht zijn kinderjaren door in Daet, waar hij naar de openbare school ging. Hij kreeg daarnaast thuis les in lezen en schrijven in het Spaans. Na zijn vaders dood verhuisde zijn familie naar Manilla, waar ze gingen wonen bij Don Fabian de la Rosa, de neef van zijn moeder en een kunstschilder. Op zijn dertiende ging Amorsolo in de leer bij De la Rosa, die een belangrijke rol speelde bij de carrièrekeus van Amorsolo en zijn broer Pablo, die ook schilder werd. In die tijd verdiende de moeder van Amorsolo haar geld door borduurwerk te verkopen. Amorsolo hielp door voor 10 centavo aquarel postkaarten te verkopen aan een lokale boekhandel
Amorsolo's eerste succes als jonge schilder kwam in 1908, toen zijn schilderij Levendo Periodico de tweede plaats behaalde in een wedstrijd georganiseerd door de Asociacion Internacional de Artistas.. Tussen 1909 en 1914 studeerde Amorsolo aan de kunstopleiding van de Liceo de Manila en ook daar viel hij op met zijn schilderijen en tekeningen.
Amorsolo overleed in 1972 op 79-jarige leeftijd aan hartfalen in Manilla.

## Werken
Enkele van zijn werken:
- 1920 – My Wife, Salud
- 1921 – Maiden in a Stream, GSIS Collectie
- 1922 – Rice Planting
- 1928 – El Ciego, Central Bank of the Philippines Collectie
- 1931 – The Conversion of the Filipinos
- 1936 – Dalagang Bukid, Club Filipino Collectie
- 1939 – Afternoon Meal of the Workers (ook bekend als Noonday Meal of the Rice Workers)
- 1942 – The Rape of Manila
- 1942 – The Bombing of the Intendencia
- 1943 – The Mestiza, National Museum of the Philippines Collectie
- 1944 – The Explosion
- 1945 – Defense of a Filipina Woman’s Honor
- 1945 – The Burning of Manila
- 1946 – Planting Rice, United Coconut Planters Bank Collectie
- 1950 – Our Lady of Light
- 1958 – Sunday Morning Going To Town, Ayala Museum Collectie
- The First Baptism in the Philippines - Cebu High School
- Princess Urduja
- Sale of Panay
- Early Sulu Wedding
- Early Filipino State Wedding
- Traders
- Sikatuna
- The First Mass in the Philippines
- The Building of Intramuros
- Burning of the Idol
- Assassination of Governor Bustamante
- Making of the Philippine Flag
- La destruccion de Manila por los salvajes japoneses
- Bataan
- Corner of Hell
- One Casualty
- El Violinista (The Violinist)